# Kamila Lićwinko
Kamila Lićwinko z domu Stepaniuk (ur. 22 marca 1986 w Bielsku Podlaskim) – polska lekkoatletka, specjalizująca się w skoku wzwyż.
Dwukrotna finalistka igrzysk olimpijskich (Rio de Janeiro 2016, Tokio 2020). Halowa mistrzyni świata (Sopot 2014), mistrzyni uniwersjady (Kazań 2013), brązowa medalistka mistrzostw świata (Londyn 2017). Rekordzistka Polski na otwartym stadionie (1,99 m) i w hali (2,02 m).

## Życiorys

### Kariera sportowa
Zawodniczka MKS Bielsk Podlaski, Podlasia Białystok, gdzie zaczęła uprawiać skok wzwyż pod okiem trenera Janusza Kuczyńskiego.
W dużej imprezie międzynarodowej zadebiutowała w roku 2005 zajmując siódme miejsce w mistrzostwach Europy juniorów. Tuż za podium, na czwartym miejscu, uplasowała się latem 2007 na młodzieżowych mistrzostwa Europy (do lat 23). W sezonie 2009 najpierw zajęła ósme miejsce podczas halowych mistrzostw Europy w Turynie, a latem była czwarta podczas uniwersjady oraz nie awansowała do finału mistrzostw świata w Berlinie. Sezon letni 2011 straciła z powodu kontuzji. Zimą 2013 bez powodzenia startowała w halowych mistrzostwach Europy. 9 czerwca 2013 podczas Opolskiego Festiwalu Skoków ustanowiła wynikiem 1,99 rekord Polski – poprzedni rekord od 9 czerwca 1984 roku należał do Danuty Bułkowskiej i wynosił 1,97. 12 lipca 2013 zdobyła w Kazaniu tytuł mistrzyni uniwersjady z wynikiem 1,96, a 17 sierpnia zajęła 7. miejsce w mistrzostwach świata w Moskwie wynikiem 1,93. 8 marca 2014 podczas 15. Halowych Lekkoatletycznych Mistrzostw Świata w Sopocie zdobyła wraz z Mariją Kucziną złoty medal (na co pozwalają przepisy IAAF). 7 marca 2015 podczas halowych mistrzostw Europy w Pradze zdobyła brązowy medal. Podczas mistrzostw świata w Pekinie w 2015 wyrównała własny rekord Polski (1,99) co pozwoliło jej na zajęcie 4. miejsca.
Wystąpiła na Letnich Igrzyskach Olimpijskich w Rio de Janeiro. 20 sierpnia 2016 roku w finale konkursu skoku wzwyż zajęła 9. miejsce osiągając wynik 1,93 m. Rok później zdobyła w Londynie brązowy medal mistrzostw świata.
Reprezentantka Polski w meczach międzypaństwowych, halowym pucharze Europy, pucharze Europy oraz drużynowych mistrzostwach Europy.
Wielokrotna medalistka mistrzostw Polski seniorów – osiem złotych (Poznań 2007, Szczecin 2008, Bydgoszcz 2009, Kraków 2015, Bydgoszcz 2016, Białystok 2017, Radom 2019 i Włocławek 2020), trzy srebrne (Bydgoszcz 2004, Biała Podlaska 2005, Szczecin 2014) oraz trzy brązowe medale (Bydgoszcz 2006, Bielsko-Biała 2012, Toruń 2013). W dotychczasowej karierze zdobyła czternaście medali halowych mistrzostw Polski seniorów w tym dziesięć złotych (Spała 2006, Spała 2008, Spała 2009, Spała 2011, Spała 2013, Sopot 2014, Toruń 2015, Toruń 2016. Toruń 2017 i Toruń 2021), trzy srebrne (Spała 2005, Spała 2007, Spała 2010) oraz jeden brązowy (Spała 2004).
Stawała na podium ogólnopolskiej olimpiady młodzieży (mistrzostw Polski juniorów młodszych), mistrzostw Polski juniorów (także w hali) oraz młodzieżowych mistrzostw Polski.
Karierę sportową zakończyła 5 września 2021 roku podczas 12. Memoriału Kamili Skolimowskiej zajmując w turnieju 3. miejsce.

### Życie prywatne
Została wychowana w wierze prawosławnej. Ukończyła Szkołę Mistrzostwa Sportowego w Białymstoku. Absolwentka WSFiZ (kierunek gospodarka przestrzenna) oraz Wyższej Szkoły Wychowania Fizycznego i Turystyki (kierunek wychowanie fizyczne) w Białymstoku. Jest żoną Michała Lićwinko (od 2013), który jest jej trenerem (od 2012). Mają córkę Hannę (ur. 2018).

## Rekordy życiowe
- stadion – 1,99 (9 czerwca 2013 - Opole, 29 sierpnia 2015 - Pekin, 18 czerwca 2016 - Szczecin oraz 12 sierpnia 2017 - Londyn), rezultat ten jest aktualnym rekordem Polski na stadionie;
- hala – 2,02 (21 lutego 2015, Toruń) – halowy rekord Polski oraz absolutny rekord kraju.
- w dal – 5,20 (29 sierpnia 2002, Zamość (jun mł.)

## Progresja wyników
| Rok          | 1999 | 2000 | 2001 | 2002 | 2003 | 2004 | 2005 | 2006  | 2007 | 2008 | 2009 | 2010  | 2011  | 2012 | 2013 | 2014  | 2015  | 2016 | 2017 | 2019 | 2020  | 2021 |
| Wysokość (m) | 1,46 | 1,61 | 1,66 | 1,75 | 1,75 | 1,84 | 1,86 | 1,86i | 1,90 | 1,91 | 1,93 | 1,92i | 1,88i | 1,89 | 1,99 | 2,00i | 2,02i | 1,99 | 1,99 | 1,98 | 1,94i | 1,95 |

## Osiągnięcia
| Rok  | Impreza                                 | Miejsce        | Pozycja           | Wynik |
| ---- | --------------------------------------- | -------------- | ----------------- | ----- |
| 2005 | Mistrzostwa Europy juniorów             | Kowno          | 7. miejsce        | 1,82  |
| 2007 | Młodzieżowe mistrzostwa Europy          | Debreczyn      | 4. miejsce        | 1,86  |
| 2008 | Halowy puchar Europy                    | Moskwa         | 6. miejsce        | 1,89  |
| 2008 | Superliga pucharu Europy                | Annecy         | 8. miejsce        | 1,80  |
| 2009 | Halowe mistrzostwa Europy               | Turyn          | 8. miejsce        | 1,92  |
| 2009 | Superliga drużynowych mistrzostw Europy | Leiria         | 9. miejsce        | 1,87  |
| 2009 | Uniwersjada                             | Belgrad        | 4. miejsce        | 1,88  |
| 2009 | Mistrzostwa świata                      | Berlin         | el. – 16. miejsce | 1,92  |
| 2013 | Halowe mistrzostwa Europy               | Göteborg       | el. – 17. miejsce | 1,85  |
| 2013 | Superliga drużynowych mistrzostw Europy | Gateshead      | 2. miejsce        | 1,92  |
| 2013 | Uniwersjada                             | Kazań          | 1. miejsce        | 1,96  |
| 2013 | Mistrzostwa świata                      | Moskwa         | 7. miejsce        | 1,93  |
| 2014 | Halowe mistrzostwa świata               | Sopot          | 1. miejsce        | 2,00  |
| 2014 | Mistrzostwa Europy                      | Zurych         | 9. miejsce        | 1,90  |
| 2015 | Halowe mistrzostwa Europy               | Praga          | 3. miejsce        | 1,94  |
| 2015 | Superliga drużynowych mistrzostw Europy | Czeboksary     | 3. miejsce        | 1,97  |
| 2015 | Mistrzostwa świata                      | Pekin          | 4. miejsce        | 1,99  |
| 2016 | Halowe mistrzostwa świata               | Portland       | 3. miejsce        | 1,96  |
| 2016 | Igrzyska olimpijskie                    | Rio de Janeiro | 9. miejsce        | 1,93  |
| 2017 | Halowe mistrzostwa Europy               | Belgrad        | el. – 9. miejsce  | 1,86  |
| 2017 | Superliga drużynowych mistrzostw Europy | Lille          | 1. miejsce        | 1,97  |
| 2017 | Mistrzostwa świata                      | Londyn         | 3. miejsce        | 1,99  |
| 2019 | Superliga drużynowych mistrzostw Europy | Bydgoszcz      | 5. miejsce        | 1,90  |
| 2019 | Mistrzostwa świata                      | Doha           | 5. miejsce        | 1,98  |
| 2021 | Superliga drużynowych mistrzostw Europy | Chorzów        | 1. miejsce        | 1,94  |
| 2021 | Igrzyska olimpijskie                    | Tokio          | 11. miejsce       | 1,93  |

## Odznaczenia i wyróżnienia
- Złoty Krzyż Zasługi (2015)[21].
- Pierwsze miejsce w Plebiscycie „Gazety Współczesnej” na 10 Najpopularniejszych Sportowców Województwa Podlaskiego w 2013 roku[22].